# Sirone
Sirone là một đô thị trong tỉnh Lecco, trong vùng Lombardia của Ý, cự ly khoảng 35 km về phía đông bắc của Milan và khoảng 11 km về phía tây nam của Lecco. Tại thời điểm ngày 31 tháng 12 năm 2004, đô thị này có dân số 2.270 người và diện tích là 3,2 km².
Đô thị Sirone có các frazione (subdivision) San Benedetto.
Sirone giáp các đô thị: Barzago, Dolzago, Garbagnate Monastero, Molteno, Oggiono.